# Trididemnum caelatum
Trididemnum caelatum är en sjöpungsart som beskrevs av Kott 200. Trididemnum caelatum ingår i släktet Trididemnum och familjen Didemnidae. Inga underarter finns listade i Catalogue of Life.